# 畜産草地研究所
畜産草地研究所（ちくさんそうちけんきゅうじょ）は、農研機構の研究所の一つ。

## 概要
- 所在：茨城県つくば市池の台2番地
- 所長：土肥宏志

## 開発
- 2003年（平成15年）、つくば市のローズポーク生産農家・筑波ハムから赤身の脂肪含有率の個体差をなくせないかと相談を受け、同社と「つくば豚」を共同開発した[1]。
- 2010年（平成22年）7月、 ロールベールラップサイロを簡単に運搬する装置を開発した。
- 2016年（平成28年）4月、農業・食品産業技術総合研究機構の畜産研究部門に変更した[2]。

## 在籍した人物
- 黒川俊二
- 中嶋圓

## 連携大学院
- 宇都宮大学 - 農学研究科
- 筑波大学 - 生命環境科学研究科先端農業技術科学専攻
- 東京農業大学 - 農学研究科
- 東京大学 - 農学生命科学研究科